# رينيه دبستر
رينيه دبستر (بالفرنسية: René Depestre)‏ شاعر وكاتب ولد في 29 أغسطس 1926 بجاكميل في هايتي. حصل على جائزة رينودو الأدبية عام 1988.

## روابط خارجية
- رينيه دبستر على موقع IMDb (الإنجليزية)
- رينيه دبستر على موقع ديسكوغز (الإنجليزية)